# Кандидат на вбивство
«Кандидат на вбивство» (англ. Most Likely to Murder) — американська комедійна стрічка 2018 року. Світова прем'єра стрічки відбулась на кінофестивалі «South by Southwest» 12 березня 2018 року.

## Сюжет
Біллі Грін працює прибиральником у нічному клубі Лас-Вегаса. Невдовзі він збирається навідатись у рідне містечко. Він відправляє подрузі Карі повідомлення. У шкільні роки молодий чоловік був дуже популярним. Тому з ним залюбки зустрічаються колишні приятелі. Біллі розповідає всім, що працює консьєржем для особливих клієнтів. У барі він бачить вагітну Елану. Друг Двейн згадує про любительське порно, яке зняв Біллі з нею. У барі з'являється Кара, обнімаючись з Лоуеллом Шапіро. Спочатку вона ігнорує Біллі, але потім просить не залишати їй більше повідомлень. Біллі засмучується та сильно напивається. 
Вдома Біллі починає спостерігати за будинком Лоуелла, бо думає, що Кара з ним. Він бачить тільки її молодого чоловіка, який з кимось сперечається. Вранці стає відомо про смерть мати Лоуелла. Біллі підозрює, що вона померла неприродною смертю. На футбольному матчі він починає розпитувати про колишнього вигнанця Лоуелла, його дивує, що зараз він став таким популярним.
Грін повідомляє Перкінсу та Двейну про свої підозри. З смітника головний герой дістає жовтий пакет, у ньому був шприц. Невдовзі Лоуелл приходить на святковий вечір за запрошенням матері Біллі. Грін встигає заховати знахідку, але після попередження Шапіро пакет зникає. Біллі назначає зустріч з Карою, щоб попередити про небезпеку, але вона не вірить йому.
На шляху в аеропорт він отримує інформацію від Кари: Шапіро купував препарати з яких можна виготовити отруту. Він повертається додому, залишає теку з доказами та повідомлення, одразу йде рятувати Кару. Молода жінка знаходить записку в якій мати розповідала, що не може виносити страждання від тривалої хвороби, а люблячий син допоможе їй звільнитися від страждань. Двоє вибачаються перед Шапіро. Біллі намагається зупинити поліцію. В руки Перкінса потрапляє відеокасета з порно. На відео його дружина Елана з Гріном займаються сексом. Перкінс відвозить Біллі в поліцейський відділок. Елана телефонує чоловікові та повідомляє, що їхній син наївся травки, яка була в іграшці з будинку Гріна.

## У ролях
| Актор               | Роль          |
| ------------------- | ------------- |
| Адам Паллі          | Біллі Грін    |
| Рейчел Блум         | Кара          |
| Вінсент Картайзер   | Лоуелл Шапіро |
| Джон Шапіро         | Перкінс       |
| Ребекка Наомі Джонс | Елана         |
| Даг Менд            | Двейн         |
| Ітан Філліпс        | батько        |
| Констанс Шульман    | мати Лоуелла  |

## Створення фільму

### Виробництво
На початку 2017 року було оголошено про участь Адама Паллі та Рейчел Блум у фільмі «Кандидат на вбивство» режисера Адама Грега.

### Знімальна група
- Кінорежисер — Ден Грегор
- Сценаристи — Ден Грегор, Даг Менд
- Кінопродюсери — Петра Амен, Рейчел Блум, Адам Паллі
- Композитор — Марк Генрі Філліпс
- Кінооператор — Чарлі Грует
- Кіномонтаж — Моллі Голдстейн
- Художник-постановник — Ерін Бопре
- Артдиректор — Крістіна Портер
- Художник-декоратор — Кім Фішер
- Художник-костюмер — Сабріна Бейкон
- Підбір акторів — Гейл Келлер[3]

## Сприйняття
Фільм отримав змішані відгуки. На сайті Rotten Tomatoes оцінка стрічки становить 62 % на основі 13 відгуків від критиків (середня оцінка 5,9/10) і 48 % від глядачів із середньою оцінкою 3,2/5 (107 голосів). Фільму зарахований «стиглий помідор» від кінокритиків та «розсипаний попкорн» від глядачів, Internet Movie Database — 5,1/10 (490 голосів).